# Ријека Копривничка
Ријека Копривничка је насељено место у саставу општине Соколовац у Копривничко-крижевачкој жупанији, Хрватска. До територијалне реорганизације у Хрватској налазила се у саставу старе општине Копривница.

## Историја
До територијалне реорганизације у Хрватској налазила се у саставу старе општине Копривница.

## Становништво
На попису становништва 2011. године, Ријека Копривничка је имала 68 становника.
На попису становништва 1991. године, насељено место Ријека Копривничка је имало 111 становника, следећег националног састава:
| Попис 1991.‍  | Попис 1991.‍  | Попис 1991.‍ | Попис 1991.‍ | Попис 1991.‍ |
| ------------ | ------------ | ----------- | ----------- | ----------- |
|              |              |             |             |             |
| Срби         | Срби         |             | 69          | 62,16%      |
| Хрвати       | Хрвати       |             | 32          | 28,82%      |
| Југословени  | Југословени  |             | 5           | 4,50%       |
| неопредељени | неопредељени |             | 1           | 0,90%       |
| непознато    | непознато    |             | 4           | 3,60%       |
| укупно: 111  |              |             |             |             |